# Gravel and Tar Classic 2021
Gravel and Tar Classic 2021 – 6. edycja wyścigu kolarskiego Gravel and Tar Classic, która odbyła się 23 stycznia 2021 na liczącej nieco ponad 133 kilometry trasie z Feilding do Palmerston North. Wyścig kategorii 1.2 był częścią UCI Oceania Tour 2021.

## Klasyfikacja generalna
| \| Klasyfikacja generalna \| Klasyfikacja generalna \| Klasyfikacja generalna \| Klasyfikacja generalna \| Klasyfikacja generalna \| \| Kolarz \| Kolarz \| Państwo \| Drużyna \| Czas \| \| ---------------------- \| ---------------------- \| ---------------------- \| ----------------------- \| ---------------------- \| \| 1. \| Aaron Gate \| Nowa Zelandia \| Black Spoke Pro Cycling \| 4h 05' 04" \| \| 2. \| Luke Mudgway \| Nowa Zelandia \| Black Spoke Pro Cycling \| + 0" \| \| 3. \| Ryan Christensen \| Nowa Zelandia \| Nowa Zelandia \| + 2' 02" \| \| 4. \| Finn Fisher-Black \| Nowa Zelandia \| Nowa Zelandia \| + 2' 49" \| \| 5. \| Corbin Strong \| Nowa Zelandia \| Nowa Zelandia \| + 3' 07" \| \| 6. \| Ben Oliver \| Nowa Zelandia \| NZ Cycling Project \| + 3' 09" \| \| 7. \| Hayden McCormick \| Nowa Zelandia \| Black Spoke Pro Cycling \| + 4' 12" \| \| 8. \| George Bennett \| Nowa Zelandia \| Nowa Zelandia \| + 6' 44" \| \| 9. \| Campbell Stewart \| Nowa Zelandia \| Black Spoke Pro Cycling \| + 6' 44" \| \| 10. \| Drew Christensen \| Nowa Zelandia \| Nowa Zelandia \| + 8' 07" \| |                   |               |                         |            |
| |                   |               |                         |            |
| Źródło: ProCyclingStats |                   |               |                         |            |
| Klasyfikacja generalna |                   |               |                         |            |
| Kolarz | Kolarz            | Państwo       | Drużyna                 | Czas       |
| 1. | Aaron Gate        | Nowa Zelandia | Black Spoke Pro Cycling | 4h 05' 04" |
| 2. | Luke Mudgway      | Nowa Zelandia | Black Spoke Pro Cycling | + 0"       |
| 3. | Ryan Christensen  | Nowa Zelandia | Nowa Zelandia           | + 2' 02"   |
| 4. | Finn Fisher-Black | Nowa Zelandia | Nowa Zelandia           | + 2' 49"   |
| 5. | Corbin Strong     | Nowa Zelandia | Nowa Zelandia           | + 3' 07"   |
| 6. | Ben Oliver        | Nowa Zelandia | NZ Cycling Project      | + 3' 09"   |
| 7. | Hayden McCormick  | Nowa Zelandia | Black Spoke Pro Cycling | + 4' 12"   |
| 8. | George Bennett    | Nowa Zelandia | Nowa Zelandia           | + 6' 44"   |
| 9. | Campbell Stewart  | Nowa Zelandia | Black Spoke Pro Cycling | + 6' 44"   |
| 10. | Drew Christensen  | Nowa Zelandia | Nowa Zelandia           | + 8' 07"   |